# 因帕里拉島

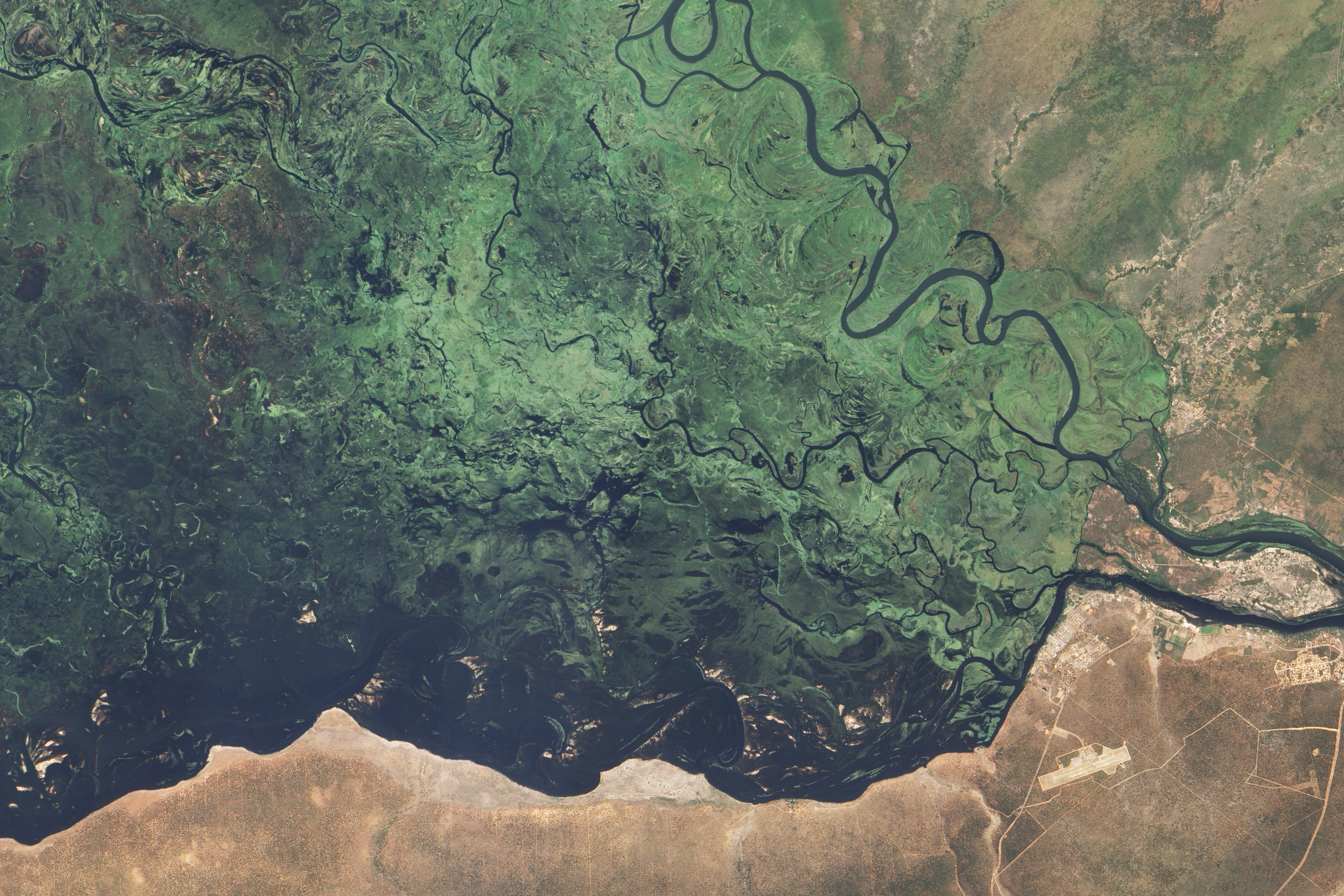

因帕里拉島是納米比亞的島嶼，位於該國東端，由卡普里維區負責管轄，長11公里、寬4公里，面積17.66平方公里，是該國最大的島嶼，最高點海拔高度70米，人口約300。
17°47′00″S 25°13′24″E / 17.78333°S 25.22333°E